# Martin-Luther-Kirche (Detmold)

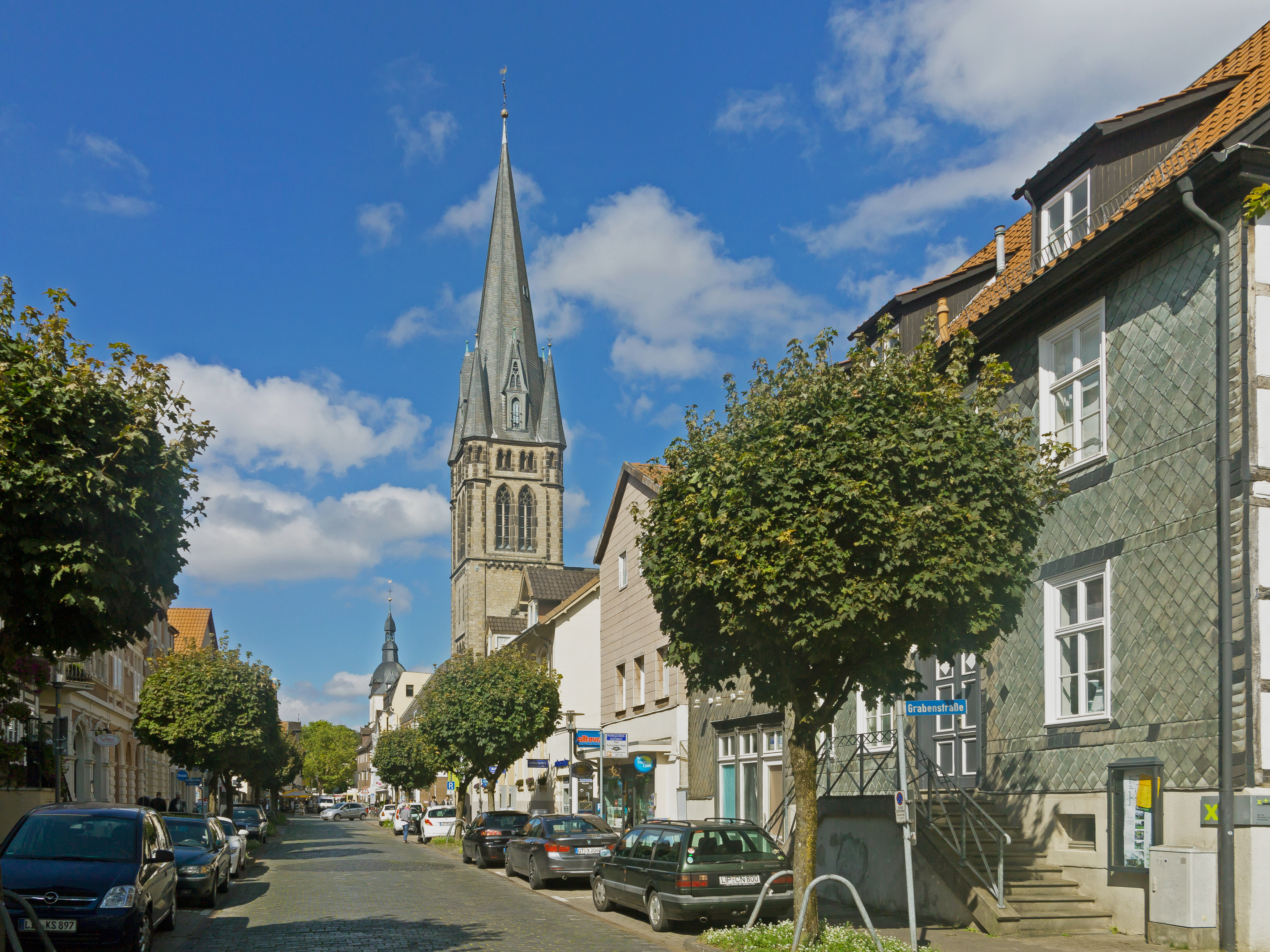
Martin-Luther-Kirche in Detmold

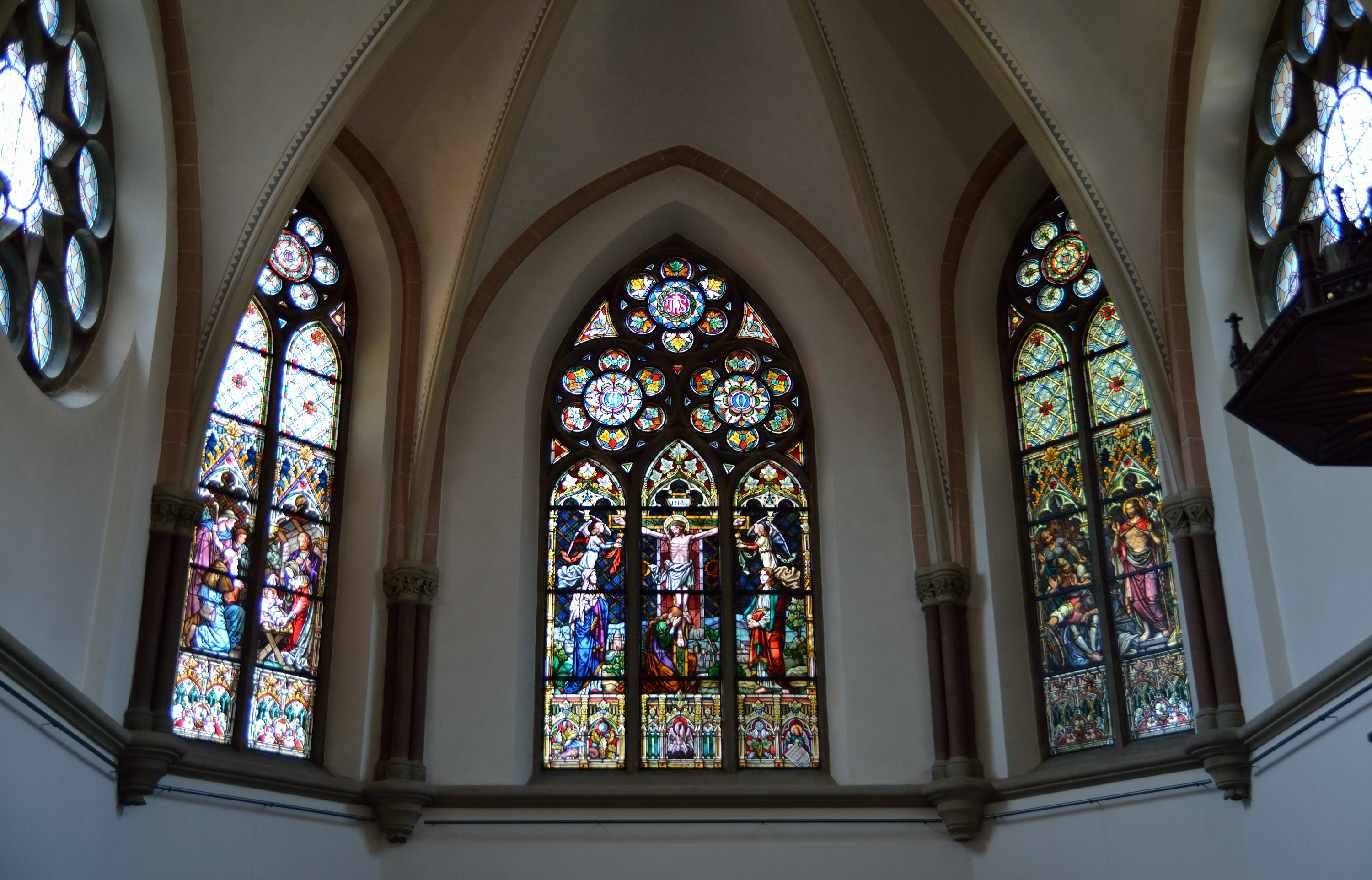
Chorfenster

Die Martin-Luther-Kirche in Detmold in der Schülerstraße ist ein im neugotischen Stil errichteter Kirchenbau, der im Jahr 1898 eingeweiht wurde.

## Baugeschichte

### Vorgeschichte

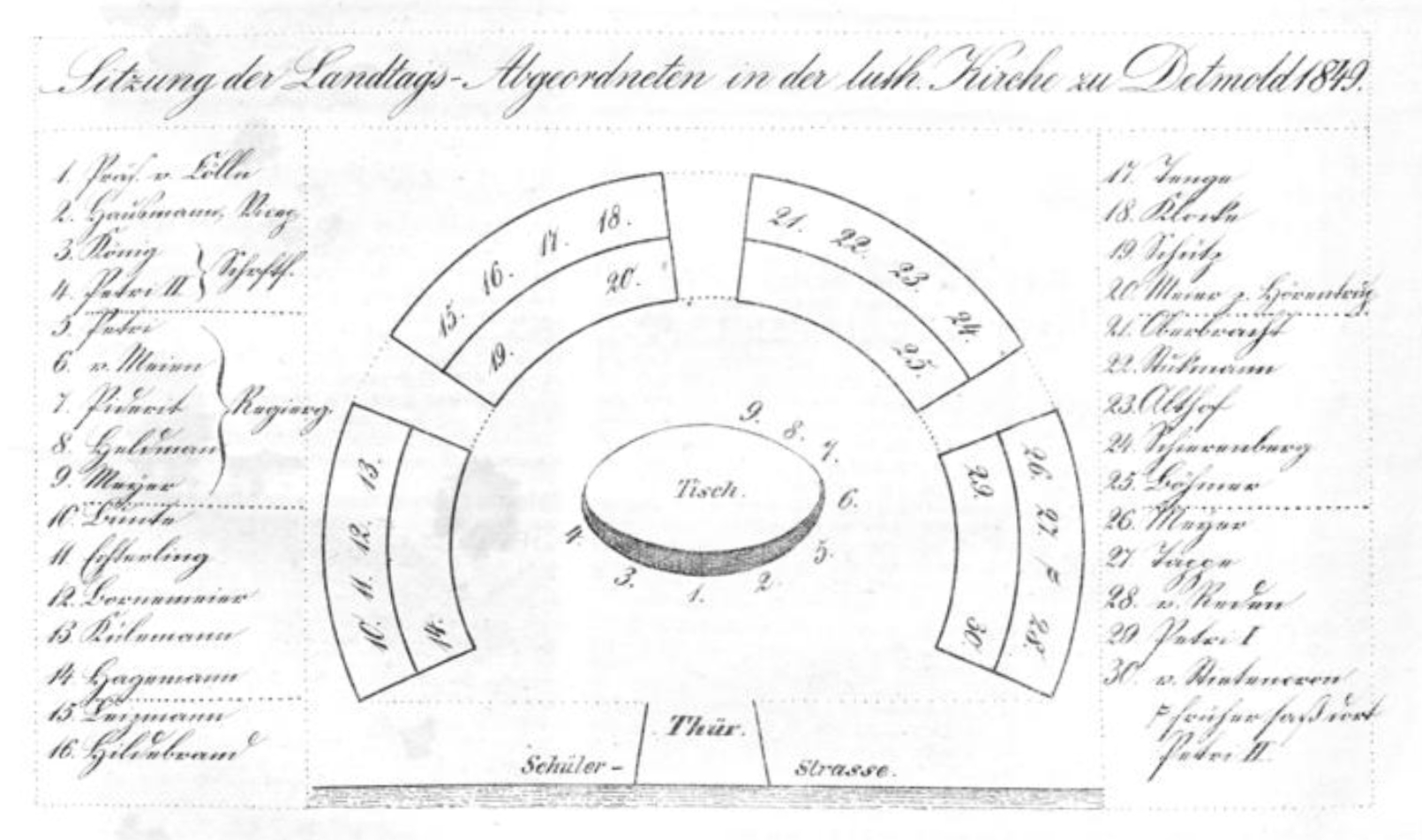
Sitzordnung des Landtags 1849 in der lutherischen Kirche

Das Land Lippe war 1605 in der sogenannten zweiten Reformation auf Betreiben des Grafen Simon VI. calvinistisch (= reformiert) geworden, dennoch entstand in Detmold im 18. Jahrhundert wieder eine lutherische Gemeinde. Sie erbaute sich 1733–1741 auf dem Gelände an der heutigen Schülerstraße eine Kirche als barocken, sechseckigen Zentralbau mit 300 Sitzplätzen.

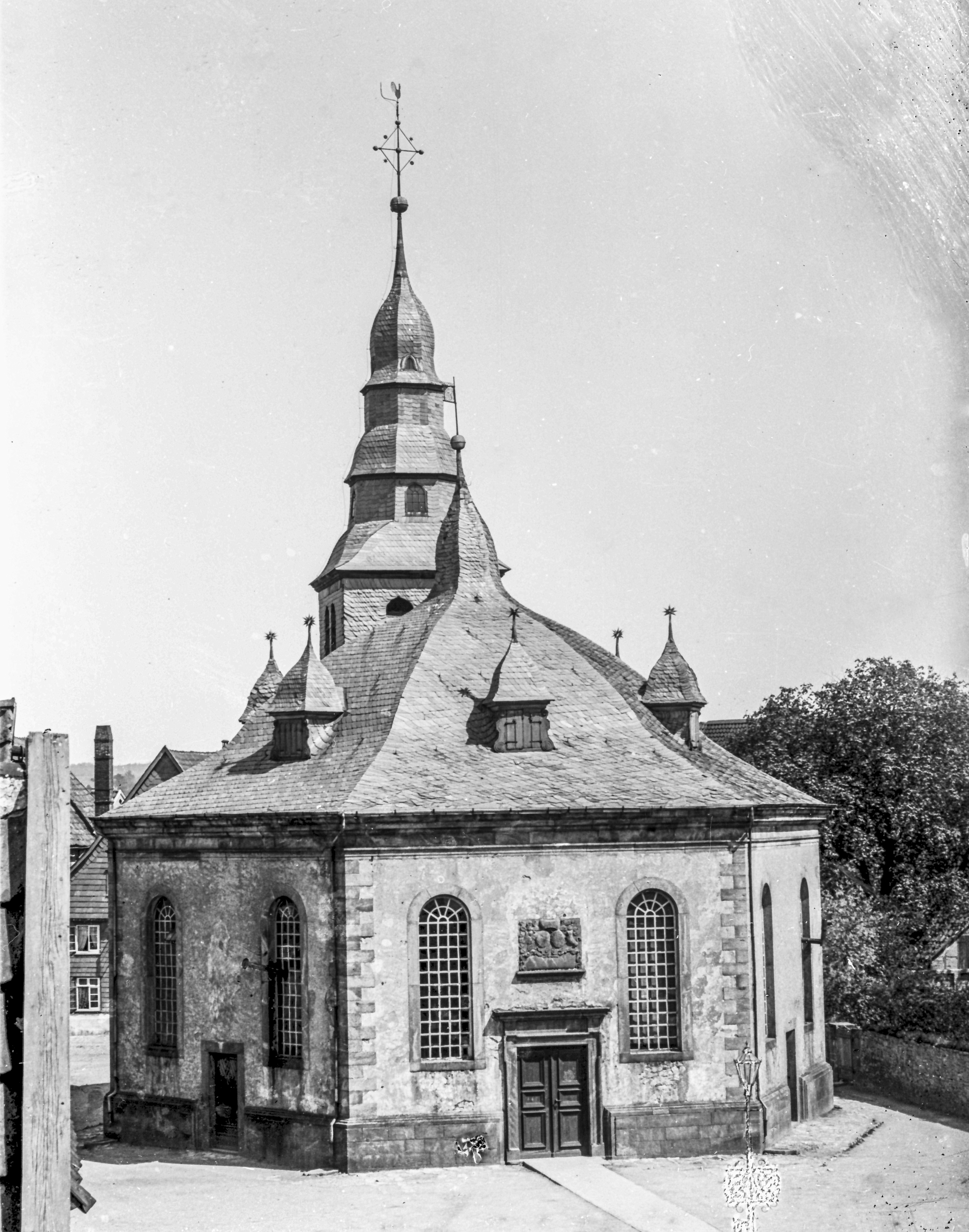
Vorgängerin der Martin-Luther-Kirche von 1733–1896

1848 musste Fürst Leopold II. während der Märzrevolution zugestehen, dass der Landtag Lippe öffentlich tagen sollte. Als Versammlungsort für den Landtag wählte man die lutherische Kirche. Die Nutzung der Kirche als Parlamentsgebäude dauerte nur kurz. Nach Leopold II. Tod 1851 wurde die Öffentlichkeit der Landtagssitzungen wieder beendet.
Ende des 19. Jahrhunderts nahm auch in Detmold die Bevölkerungszahl stark zu: Während die Stadt 1862 noch 5.600 Einwohner hatte, waren es 1895 schon über 11.000. Vergleichbar stieg auch die Mitgliederzahl der lutherischen Gemeinde, die Ende des Jahrhunderts 2.300 Mitglieder zählte, davon allein 300 Kinder in 15 Kindergottesdienstgruppen.
Damit bot die alte Barockkirche nicht mehr genügend Platz für die Gemeinde. Zudem wären Dach und Fensterrahmen renovierungsbedürftig gewesen. So beschloss der Kirchenvorstand, die Kirche abreißen und einen größeren Neubau erstellen zu lassen.

### Bauphase
So wie die lutherische Gemeinde gewachsen war, war auch die reformierte Gemeinde gewachsen, die in der alten Kirche am Markt (1564) nicht mehr genügend Platz fand. Als Anreiz für Kirchenneubauten hatte Auguste von Donop (Witwe des Hofjägermeisters) darum 1883 in ihrem Testament verfügt, dass die Kirchengemeinde, die als erste einen Neubau verwirklichen würde, ca. 40.000 Mark erhalten sollte. Die beiden Kirchengemeinden erreichten jedoch – um nicht um die Wette zu bauen – eine Verständigung, wonach sie sich das Legat teilen wollten. Tatsächlich baute dann die lutherische Gemeinde als erste, die reformierte später die ebenfalls neugotische Christus-Kirche auf dem heutigen Kaiser-Wilhelm-Platz.

### Einwände gegen den Neubau
Mit dem Legat von 21.000 Mark und dem gesparten Renovierungsaufwand von ca. 9.000 Mark entschloss sich der Kirchenvorstand der lutherischen Gemeinde zu einem Neubau für 103.000 Mark (zuzüglich 9.000 Mark für eine neue Orgel). Der Magistrat der Stadt hätte gerne verhindert, dass die alte Barockkirche abgerissen werden musste. Aber weder gab es damals ein Denkmalschutzgesetz, noch hätte es eine Lösung für die Renovierung und anderweitige Nutzung der alten Kirche gegeben, wenn der notwendige Neubau für die lutherische Gemeinde auf einem anderen Grundstück verwirklicht worden wäre.

### Einweihung
Am 25. Mai 1896 fand in der alten Barockkirche noch der zweite Pfingstgottesdienst statt, am Dienstag begann der Abbruch. Am 12. August desselben Jahres wurde der Grundstein für den Neubau gelegt. Am 23. März 1898 wurde der Neubau mit einem Gottesdienst eingeweiht. Die Kostenschätzung war nur um 738 Mark überschritten worden. Am 18. Februar 1946, dem 400. Todestag Luthers, erhielt die Kirche ihren Namen Martin-Luther-Kirche.

### Umgestaltung nach dem Bau
Schon bald wurde insbesondere der Chorraum als überladen empfunden: Im neugotischen Stil fanden sich hier gemalte Vorhänge an den Wänden, an der Rückwand ein großer Altar aus steinernem Tisch mit darauf stehendem Retabel, wie ein gotisches Bauwerk. Darum wurde der Kircheninnenraum mehrfach umgestaltet, zunächst mit einer Bemalung aus geometrischen Flächen (angelehnt an den Jugendstil), später gänzlich weiß. Ebenso wurden die Bemalungen in den Gewölben entfernt. Die wesentliche Umgestaltung erfuhr der Chorraum 1966: Jetzt wurde der neugotische Altar entfernt (sein Retabel befindet sich noch im westlichen Nebeneingang der Kirche) und durch einen freistehenden, schlichten Altartisch ersetzt, hinter dem der Pfarrer mit Blick zur Gemeinde stehen kann. Die letzte Renovierung fand 2009 statt.

## Beschreibung

### Kirche im Stadtbild und Materialien
Die Pläne für die neugotische Kirche stammen von dem Architekten Fischer aus Barmen. Wegen der vorgegebenen Grundstückssituation konnte sie nicht nach Osten ausgerichtet werden, sondern wurde mit Haupteingang und Glockenturm zur Schülerstraße orientiert. Die Kirche ist aus Sandstein, Werkstein und Muschelkalkstein gebaut, das Dach ist mit Schiefer gedeckt. Die Fassaden sind mit kleinteiligem Natursteinmauerwerk verkleidet, wobei die Ecken herausgearbeitet sind. Der Glockenturm ist mit einem spitzen Dach gekrönt, das vier oktogonale Ecktürmchen flankieren.

### Grundform
Die Kirche ist dreischiffig mit 4 Gewölbejochen, die von je drei Pfeilern zwischen Mittel- und Seitenschiffen getragen werden.
Die Querschiffe treten nur andeutungsweise aus dem Baukörper heraus.
Über den Seitenschiffen und dem Eingang befindet sich eine Empore, um möglichst viel Plätze anbieten zu können. Dabei endet die Empore auf der Ostseite vor dem Querschiff, wohl um das aufgehende Licht ungehindert durch das große Spitzbogenfenster des Querschiffs in den Kirchraum fallen zu lassen.

### Beleuchtung
Die Kirche wird von zwei- und dreibahnigen Maßwerkfenstern beleuchtet. Unterhalb der Emporen sind kleine Fenster mit Laibungen aus Werkstein.
Gurtbögen und Kreuzrippen bilden das Dachgewölbe. Durch die Schlusssteine der Kreuzrippen wurden ursprünglich die neugotischen Kronleuchter herabgelassen.

### Zugang
An der Schülerstraße gibt es drei Eingangstore. Das große Mittelportal führt durch einen Vorraum in das Kirchenschiff, die beiden seitlichen, kleineren Tore führen sowohl ins Innere, wie hauptsächlich auf die Emporen. Die westliche (linke) Seitentür ist 2010 behindertengerecht mit einer Rampe ausgebaut worden.
Die lippischen Fürsten haben eine eigene Eingangstür (mit Vorraum) auf der Rückseite, westlich des Chores. Auf der Ostseite des Chores befindet sich die Sakristei.

## Ausstattung

### Kruzifix
Das Kruzifix fand bei der Renovierung 1966 an der mittleren Chorwand seinen zentralen Platz in die Kirche. Es stammt von Hans Steinbrenner, der es 1950/51 unter dem Schock von Diktatur und Krieg schuf. Der Körper des Christus wurde aus dem Stamm einer von Granaten zerfetzten Linde gearbeitet, das Kreuz aus der Eichentreppe eines zerbombten Hauses.

### Chorfenster

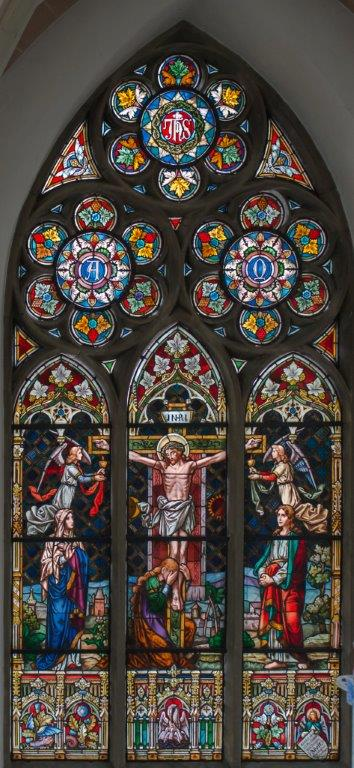
Chorfenster der Martin-Luther-Kirche, Schülerstr. 16, 32756 Detmold.Kreuzigungsszene

Die neugotischen Buntglasfenster wurden von der Glasmalereianstalt Ferdinand Müller in Quedlinburg hergestellt. Sie wurden von Gemeindegliedern gestiftet. Dargestellt werden die drei zentralen Szenen aus dem Leben Jesu: Geburt, Tod und Auferstehung. Beispielhaft soll das mittlere Fenster betrachtet werden. Es zeigt die Kreuzigung Jesu vor den Toren Jerusalems. Man erkennt deutlich im Hintergrund die Umrisse der Stadtmauer. Hinter dem Gekreuzigten bemerkt man einen Teppich; er erinnert an den Vorhang des Tempels, der das Allerheiligste verdeckte und in der Stunde des Todes Jesu mitten entzweiriss. Auf beiden Seiten des Kreuzes sieht man Engel, die das Blut Jesu auffangen; dies verweist auf das Abendmahl. Ebenso sieht man Mond und Sonne neben dem Kreuz, wodurch versinnbildlicht werden soll, dass die ganze Schöpfung am Erlösungswerk Anteil nimmt. Im unteren Teil des Fensters ist links die Distel mit dem Drachen zu sehen, die an den Fluch bei der Vertreibung aus dem Paradies erinnert. Rechts ist – neben dem Stifterhinweis – die Passionsblume zu entdecken, die als Paradiesblume ein Zeichen der erlösten Zukunft ist. In der Mitte unten ist schließlich der Pelikan auszumachen, der sich die Brust öffnet, um seine Jungen mit dem eigenen Blut vor dem Verhungern zu retten – ein altkirchliches Motiv für Christus, der sich für die Gläubigen hingibt.

### Kanzel
Die Kanzel wurde 1966 abgebaut, so dass ein strikt achsensymmetrischer Aufbau des Chorraums geschaffen wurde: in der Mitte der Altartisch, links der Ambo, rechts eine moderne Pultkanzel und als höchster Punkt in der Mitte das Kruzifix. 1989 wurde die neugotische Kanzel wieder aufgestellt, weil das Pult von der Gemeinde nicht akzeptiert wurde. Die Kanzel ist eine Schnitzarbeit des Detmolder Tischlers Ludwig Beneke. Sie zeigt den Christuskopf mit Dornenkrone im mittleren Fach, links und rechts die Symbole der Evangelisten: Mensch, Löwe, Stier und Adler.

### Taufstein
Der Taufstein gehört noch zur ursprünglichen, neugotischen Ausstattung und weist in Material und Gestaltung Parallelen zum alten Altarretabel auf. Er ist einer kurzen Säule nachempfunden. Nachdem der Taufstein im östlichen Querschiff seinen endgültigen Standort gefunden hatte, wurde die Blickachse 2013 mit einem hinterleuchteten Glaskunstwerk der lippischen Künstlerin Ursula Ertz betont.

### Gestühl
Das Eichenholzgestühl stammt noch aus der Erbauungszeit von 1896 bis 1898. Bei der letzten Renovierung 2009 wurde die Zahl der Bänke jedoch reduziert. Ebenso wurden dabei auch die Abschlussbänke (vor den Bankreihen) im Mittelschiff entfernt; in den Seitenschiffen sind sie noch erhalten.
2009 wurden auch alle Reste von Bänken und Abschlussbänken in den Querschiffen entfernt. Im Sockel des westlichen Querschiffs erinnert noch das Mittelstück einer ehemaligen Abschlussbank mit dem fürstlichen Wappen an die früher hier befindlichen Stühle der fürstlichen Familie.

### Glocken
Im Ersten Weltkrieg mussten die beiden größten Bronzeglocken zum Einschmelzen abgegeben werden. Im Geläut blieb eine Stahlglocke zurück, die 1923 durch zwei weitere Stahlglocken ergänzt wurde. Die drei Stahlglocken erklingen in dis1–fis1–a1 .

### Orgel

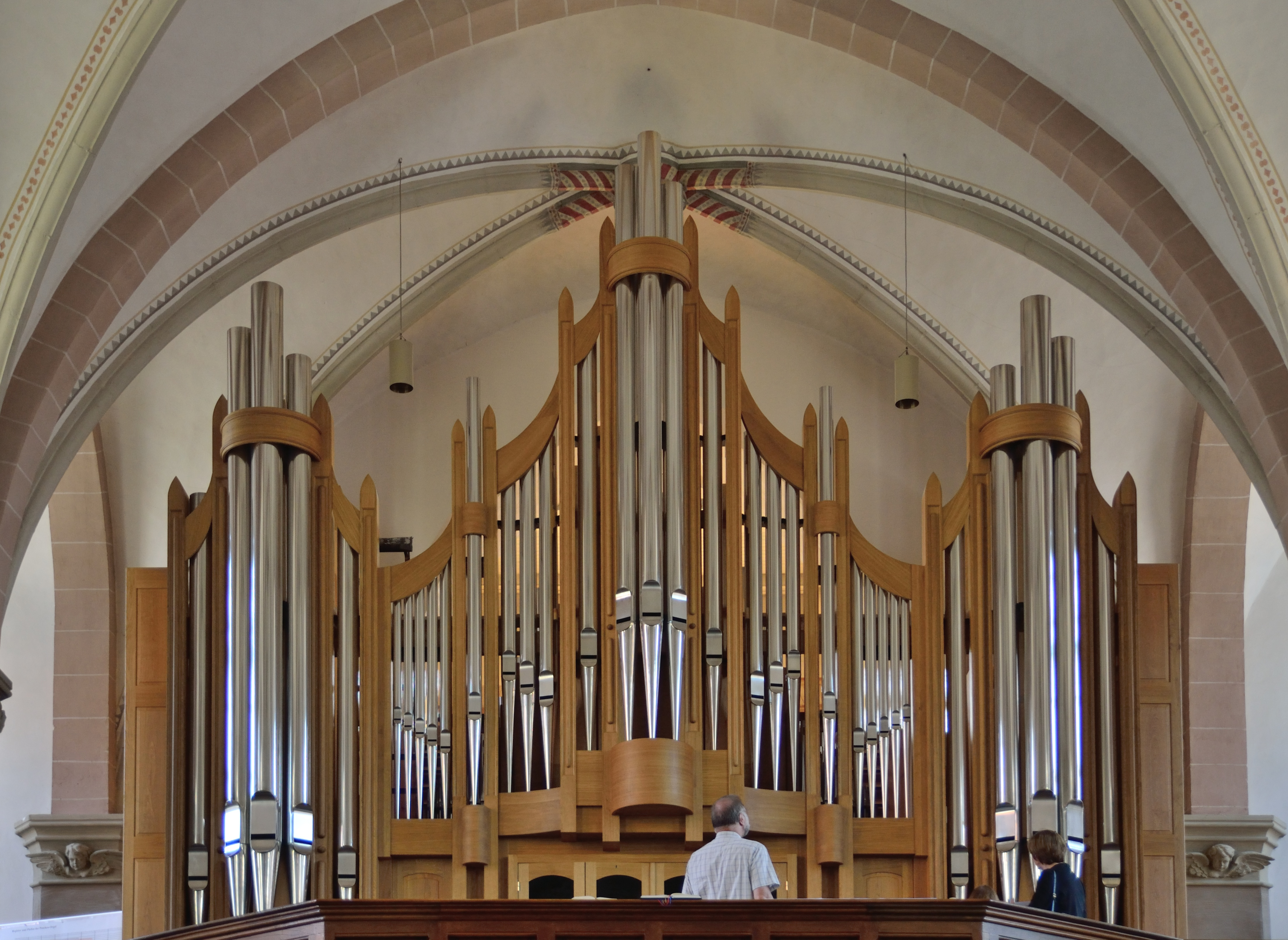
Orgel der Orgelwerkstatt Paschen

Obwohl für die Barockkirche gerade 1874 eine neue Orgel angeschafft worden war, erhielt die neugotische Kirche zur Einweihung eine neue Orgel des Hoforgelbaumeisters Klassmeier. 1952 wurde diese Orgel durch eine neue Orgel der Fa. Ott aus Göttingen ersetzt, die sich – entsprechend dem Zeitgeschmack – an einem frühbarocken Klangideal orientierte. 2009 wurde die Ott-Orgel durch eine neue Orgel der Fa. Paschen aus Kiel ersetzt. Das alte Instrument wurde nach Litauen transloziert, wo es in der Evangelischen Kirche Willkischen (Vilkyškiai) im Memelland eine neue Heimat fand. Die neue Orgel knüpft an den Stil des Instruments von Klassmeier an, also an die romantische Disposition des ausgehenden 19. Jahrhunderts. Sie verfügt über 42 Register in Hauptwerk, Pedal und einem deutschen und einem französischen Schwellwerk. Sie ist für die gottesdienstlichen Aufgaben ebenso geeignet wie für Konzerte praktisch der gesamten Orgelliteratur. Die Spieltrakturen sind mechanisch, die Registertrakturen und Koppeln elektrisch. Im September 2023 wurde im Rahmen kleinerer Reparaturen an der Orgel ein Bordun 8′ im Hauptwerk durch Fa. Paschen ergänzt.
| I Hauptwerk C–a3 |              |       |
| 1.               | Gedackt      | 16′   |
| 2.               | Principal    | 8′    |
| 3.               | Flöte        | 8′    |
| 4.               | Bordun       | 8′    |
| 5.               | Gambe        | 8′    |
| 6.               | Octave       | 4′    |
| 7.               | Flauto dolce | 4′    |
| 8.               | Quinte       | 3′    |
| 9.               | Octave       | 2′    |
| 10.              | Mixtur IV–V  | 2 ⁄3′ |
| 11.              | Scharff III  | 1 ⁄3′ |
| 12.              | Trompete     | 16′   |
| 13.              | Trompete     | 8′    |

| II Schwellwerk I C–a3 |                 |        |
| 14.                   | Bordun          | 16′    |
| 15.                   | Octave          | 8′     |
| 16.                   | Traversflöte    | 8′     |
| 17.                   | Salicional      | 8′     |
| 18.                   | Voix céleste    | 8′     |
| 19.                   | Querflöte       | 4′     |
| 20.                   | Nasard          | 3′     |
| 21.                   | Octavin         | 2′     |
| 22.                   | Terz            | 1 3⁄5′ |
| 23.                   | Trompette harm. | 8′     |
| 24.                   | Hautbois        | 8′     |
| 25.                   | Clairon         | 4′     |
|                       | Tremulant       |        |

| III Schwellwerk II C–a3 |                    |     |
| 26.                     | Großgambe          | 16′ |
| 27.                     | Geigendprincipal   | 8′  |
| 28.                     | Rohrflöte          | 8′  |
| 29.                     | Flauto amabile     | 8′  |
| 30.                     | Fugara             | 4′  |
| 31.                     | Waldflöte          | 2′  |
| 32.                     | Harmonia aeth. III | 2′  |
| 33.                     | Klarinette         | 8′  |
| 34.                     | Vox humana         | 8′  |
|                         | Tremulant          |     |

| Pedal C–f1 |           |         |
| 35.        | Subbass   | 16′     |
| 36.        | Principal | 16′     |
| 37.        | Quinte    | 10 2⁄3′ |
| 38.        | Octave    | 8′      |
| 39.        | Gedackt   | 8′      |
| 40.        | Octave    | 4′      |
| 41.        | Posaune   | 16′     |
| 42.        | Trompete  | 8′      |

- Koppeln
  - Normalkoppeln: II/I, III/I, III/II, I/P, II/P, III/P
  - Suboktavkoppeln: II/I, II/II, III/I, III/III
  - Superoktavkoppeln: I/I, III/I, III/III

## Besichtigung
Die Martin-Luther-Kirche ist in der Regel werktags von 9:00 bis 16:00 Uhr geöffnet.
Die Gemeinde bietet auch kostenlose Kirchenführungen an. Diese können über das Gemeindebüro (Kontakt über die Homepage der Gemeinde www.detmold-lutherisch.de) gebucht werden.
Die Gottesdienste finden in der Regel sonntags um 10:00 Uhr statt, am letzten Sonntag jeden Monats um 11:30 Uhr.

## Bekannte Gemeindeglieder
- Vydūnas